# バトルクラブ
『バトルクラブ』は、塩崎雄二の漫画作品。『ヤングキング』（少年画報社）で2003年から連載されていた。
同じ作者の作品「一騎当千」と同様にパンチラ・裸・失禁までなんでもありの美少女格闘漫画だが「一騎当千」のような凝った世界観ではなく、パロディ・オマージュに徹した自由闊達な雰囲気の内容になっている。単行本の装丁は意図的に「一騎当千」に似せている。
また、本作の登場人物の名前は日本の文人（小説家・脚本家など）から採られているものが多い。

## ストーリー
白鳥学院高校の新入生・斉藤茂吉はイジメられっぱなしで過ごした不遇の中学時代と訣別すべく入学早々から金属バットを振り回して大暴れするが、返り討ちに遭ってしまったうえ乱闘に巻き込まれたツインテールの少女に投げ飛ばされ、失禁してしまう。
茂吉が意識を取り戻したのは保健室だった。保健医で白鳥学院レスリング部・通称「バトル・クラブ」の顧問・東大門（トン・デモン）は茂吉にレスリング部への入部を奨める。部室を訪れた茂吉を待ち受けていたのは茂吉を投げ飛ばした少女・金田玉子と副部長・樋口一葉であった。

## 登場人物

### 白鳥学院高校
斉藤 茂吉 （さいとう もきち）
白鳥学院高校の新入生。中学時代をイジメられて過ごし、強くなりたい一心でレスリング部に入部する。部員中最弱だが、打たれ強さだけは驚異的。
名前の由来は斎藤茂吉から。
金田 玉子 （かねだ たまこ）
白鳥学院高校2年。母・玉美（故人）は全日本選手権三連覇を達成した最強のアマチュアレスラーだった。脳天気な性格だが窮地に追い込まれると実力以上のパワーを発揮する。
東 大門 （トン・デモン）
本名「ビガーゲイト（Bigger Gate）・東（ひがし）」。全日本選手権八連覇を達成した伝説のレスラーで、現在は白鳥学院高校保健医でレスリング部顧問。かつて名門であった部の最興に命を賭ける。
樋口 一葉 （ひぐち いちよう）
白鳥学院高校3年。レスリング部副部長。喧嘩っ早い性格で、何かにつけて玉子をしごく。黒龍高校との練習試合で惨敗を喫し、重度のスランプに陥る。その後合宿によって復帰。真性のレズビアン。
名前の由来は樋口一葉から。
滝 練太郎 （たき れんたろう）
白鳥学院高校3年。レスリング部部長。性別は男だが、外見上は「股間以外」全て女にしか見えない。レスリングをバカにされると烈火の如く怒る。
名前の由来は瀧廉太郎から。
司馬 遼太郎 （しば りょうたろう）
白鳥学院高校2年。性別は女。レスリング部と不仲の空手部に所属していたが、除名。重度の百合志向で、玉子を溺愛している。必殺技は「亀破目砲（かめはめほう）」。
名前の由来は司馬遼太郎から。

### その他
向田 邦子 （むこうだ くにこ）
黒龍高校レスリング部員。白鳥学院との練習試合で格の違いを見せ付け、特に樋口には重度のトラウマを残す。一人称は「僕」。
名前の由来は向田邦子から。
持国 （じこく）
レスリング部OBが残した極意書「天の叢雲」を守護する四天王の1人。セコい。
広目 （こうもく）
「天の叢雲」を守護する四天王の1人。スクール水着を着た幼女と言う外見に反して、水中では無敵。
伊集院 静香 （いじゅういん しずか）
鮫島高校レスリング部員。常に左目を包帯で覆っている。中学時代の同級生に絡まれていた茂吉を助けて以来、茂吉に興味を抱く。
名前の由来は伊集院静から。

## 単行本
1. 2004年6月1日初版発行 ISBN 4785924179
2. 2005年1月1日初版発行 ISBN 4785924845
3. 2005年8月1日初版発行 ISBN 4785925477
4. 2006年4月1日初版発行 ISBN 4785926171
5. 2006年12月1日初版発行 ISBN 4785927062
6. 2007年7月1日初版発行 ISBN 9784785928179

バトルクラブ2nd stage
1. 2008年2月19日初版発行 ISBN 4785929189
2. 2008年11月19日初版発行 ISBN 9784785930615
3. 2009年11月19日初版発行 ISBN 9784785932688

## その他
- アメリカでは翻訳版が18歳以上向けの本として売られているが、オレゴン州マルトノマ郡図書館に置かれていた本書を12歳の少年が借りた事が問題となった。
  - オレゴンの父、12歳の息子が図書館から18禁漫画を借りてきてショック
  - Boy Brings Home Adult-Themed Books From Library, Father Says - Education News Story - KPTV Portland